# Cangas

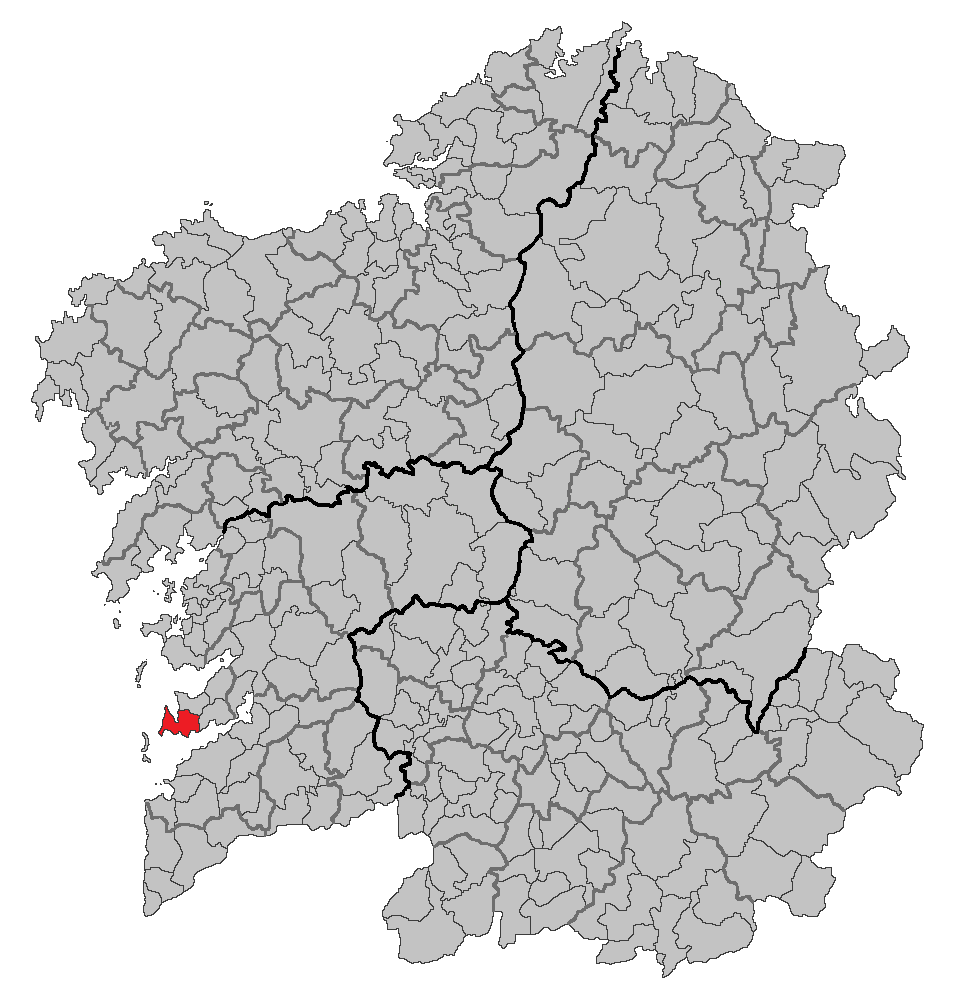
Localização de Cangas

Cangas (não oficialmente, Cangas do Morrazo;) é um município da Espanha na província de Pontevedra, comunidade autónoma da Galiza, de área 38,1 km² com população de 24.643  habitantes (2007) e densidade populacional de 640,24 hab/km².
A vila de Cangas é dividida em cinco paróquias: Aldán, Cangas (Santiago e São Salvador), Coiro, Darbo e O Hío.

## Demografia
| Variação demografia | Variação demografia | Variação demografia | Variação demografia |
| ------------------- | ------------------- | ------------------- | ------------------- |
| 1991                | 1996                | 2001                | 2004                |
| 22758               | 23231               | 23981               | 24643               |